# Marie Dubas
Marie Dubas (* 3 de septiembre de 1894, Paris – † 21 de febrero de 1972), fue una cantante de music-hall y comediante francesa.

## Biografía
Marie Dubas nació en París y comenzó como actriz de teatro (había asistido a cursos en el Conservatorio de Arte Dramático) pero rápidamente se convirtió en cantante.
Inspirada en la famosa Yvette Guilbert, comienza a cantar en los pequeños cabarets de Montmartre con un estilo bohemio y extravagante.
Su éxito le permite cantar operetas y participar en comedias musicales; su nombre apareció encabezando afiches de los años 1920 y 1930 en lugares como el Casino de París y Bobino.
Inauguró la fórmula de recital en 1932 (dos horas en escena sin micrófono).
Su canción más conocida fue Mon légionnaire, con letra de Raymond Asso y música de Marguerite Monnot, que grabó en 1936. Asimismo, creó Le doux caboulot (utilizando un poema de Francis Carco), Le tango stupéfiant (« Je me pique à l'eau de Javel / Pour oublier celui que j'aime / Je prends ma seringue / Et j'en bois même»), e interpreta en 1933 La prière de Charlotte de Jehan Rictus.
Su popularidad la lleva a hacer una gira por los Estados Unidos en 1939.
Hija de un judío polaco, si bien se había casado con un noble que había servido en la aviación, ella sufre la ocupación y debe exiliarse en Lausanne donde permanece hasta el fin de la guerra.
A su regreso se enteró de la ejecución de su hermana y de que su sobrino había sido enviado a un campo de concentración.
Marie Dubas fue la principal inspiración de Édith Piaf.
Volvió a las tablas en 1954, para la reinauguración del teatro Olympia.
Se retiró en 1958 (por sufrir el mal de Parkinson) y falleció en París en 1972. Sus restos fueron inhumados en el Cementerio del Père Lachaise.
Hoy, Marie Dubas es una cantante prácticamente olvidada.